# Elise von Keudell
Elise Marie Emmy Madlene Stella Gottliebe von Keudell (* 14. November 1867 in Nieder-Gielgudyszki; † 24. Juli 1952) war eine deutsche Pädagogin, die in Weimar lebte.

## Leben
Ihre Familie von Keudell gehört zur heute noch bestehenden Althessischen Ritterschaft, zumeist aber in Ostelbien beheimatet. Die Eltern waren der Gutsbesitzer Franz von Keudell (1842–1903) und Madlene von Sanden (1848–1927), Tochter der Marie von Hülsen und des Bernhard von Sanden. Elise hatte Geschwister, Bruder Gustav von Keudell war Jurist und preuß. Regierungspräsident, die jüngere Schwester Irmgard (1874–1955) mit dem General Walter von Hülsen verheiratet. Das ostelbische Rittergut Nieder-Gielgudyszki war über vier Generationen in Familienhand. Ihre Familienlinie, genannt II, erhielt 1789 zu Berlin die preußische Adelsbestätigung.
Die Oberlehrerin a. D. war ab 1916 in der damaligen Thüringischen Landesbibliothek in Weimar (jetzt: Herzogin-Anna-Amalia-Bibliothek) tätig und bearbeitete dort als sog. wissenschaftliche Hilfsarbeiterin (heute: wissenschaftliche Mitarbeiterin) das später nach ihr benannte Keudell-Verzeichnis (Bibliographie). Bereits 1910 setzte sie sich für das Lehramt an höheren Schulen für geprüfte Lehrerinnen ein.

## Werke
- Goethe als Benutzer der Weimarer Bibliothek. Ein Verzeichnis der von ihm ausgeliehenen Werke, bearbeitet von Elise von Keudell / Hrsg. Werner Deetjen, 1931; 1982 [von G. Burgmann initiierter Neudruck in 300 Ex.].
  - Würdigung der Ausgabe (Weimar, 1931) von Walter Benjamin (1932).
  - Würdigung der Ausgabe (Leipzig, 1982) von G. Burgmann, In: Zentralblatt für Bibliothekswesen (1983).

## Genealogie
- Walter von Hueck, Friedrich Wilhelm Euler: Genealogisches Handbuch der Adeligen Häuser / B (Briefadel / nach 1400 nobilitiert) 1981. Band XIV, Band 78 der Gesamtreihe GHdA, Hrsg. Ausschuss für adelsrechtliche Fragen der deutschen Adelsverbände in Gemeinschaft mit dem Deutschen Adelsarchiv, C. A. Starke, Limburg/Lahn 1981, ISSN 0435-2408, S. 326–327.
- Gothaisches Genealogisches Taschenbuch der Adeligen Häuser. Zugleich Adelsmatrikel der D.A.G. Teil B (Briefadel). 1941. Vierunddreißigster Jahrgang, Justus Perthes, Gotha 1940, S. 281–282.